# Дом на правителството
Домът на правителството (на руски: Дом правительства) е жилищна сграда в центъра на Москва, столицата на Русия.
Разположена е на улица „Серафимович“ № 2 на изкуствения остров Балчуг, на брега на река Москва срещу Кремъл и катедралата „Христос Спасител“. Построена е през 1928 – 1931 година по проект на Борис Иофан в конструктивистки стил. Със застроена площ около 33 хиляди квадратни метра и над 500 апартамента, сградата представлява огромен жилищен комплекс, предназначен за висшата номенклатура на тоталитарния режим в Съветския съюз.